# Huang Zhanzhong
Huang Zhanzhong (chinesisch 黃展忠, * 5. November 1968) ist ein ehemaliger chinesischer Badmintonspieler.

## Karriere
Huang Zhanzhong wurde 1996 bei seiner einzigen Olympiateilnahme Fünfter im Herrendoppel mit Jiang Xin. Gemeinsam gewannen beide 1995 Silber bei der Badminton-Asienmeisterschaft und siegten bei den Thailand Open und den China Open. Mit Zheng Yumin hatte er in der Saison 1991/1992 bereits die Denmark Open gewonnen. 1995 wurde er Weltmeister mit dem Team im Sudirman Cup.

## Sportliche Erfolge
| Saison | Veranstaltung              | Disziplin    | Platz | Name                          |
| ------ | -------------------------- | ------------ | ----- | ----------------------------- |
| 1991   | Hong Kong Open             | Herrendoppel | 2     | Zhanzhong / Zheng Yumin       |
| 1991   | World Badminton Grand Prix | Herrendoppel | 2     | Huang Zhanzhong / Zheng Yumin |
| 1991   | China Open                 | Herrendoppel | 2     | Huang Zhanzhong / Zheng Yumin |
| 1991   | Denmark Open               | Herrendoppel | 1     | Zheng Yumin / Huang Zhanzhong |
| 1992   | Hong Kong Open             | Herrendoppel | 2     | Huang Zhanzhong / Zheng Yumin |
| 1993   | Korea Open                 | Herrendoppel | 1     | Huang Zhanzhong / Zheng Yumin |
| 1994   | Asienspiele                | Herrendoppel | 3     | Jiang Xin / Huang Zhanzhong   |
| 1995   | Thailand Open              | Herrendoppel | 1     | Huang Zhanzhong / Jiang Xin   |
| 1995   | China Open                 | Herrendoppel | 1     | Huang Zhanzhong / Jiang Xin   |
| 1995   | Sudirman Cup               | Team         | 1     | China                         |
| 1995   | Asienmeisterschaft         | Herrendoppel | 2     | Huang Zhanzhong / Jiang Xin   |
| 1996   | Olympia                    | Herrendoppel | 5     | Huang Zhanzhong / Jiang Xin   |